# Contea di Santa Catarina do Fogo
Santa Catarina do Fogo è una contea di Capo Verde con 5 299 abitanti al censimento del 2010.
È situata sull'isola di Fogo e istituita nel 2005 per scissione dalla contea di São Filipe. Il governo della contea si è insediato il 25 luglio 2005 nel capoluogo Cova Figueira.